# Squire Island
Squire Island ist eine kleine Insel im Wilhelm-Archipel vor der Westküste des Grahamlands auf der Antarktischen Halbinsel. Sie liegt unmittelbar nordöstlich von Friar Island in der Gruppe der Wauwermans-Inseln.
Erstmals verzeichnet ist die Insel auf einer argentinischen Karte aus dem Jahr 1950. Das UK Antarctic Place-Names Committee benannte sie 1958 nach einer Figur aus den Canterbury Tales des englischen Schriftstellers Geoffrey Chaucer.